# Trawomyszka namibska
Trawomyszka namibska (Rhabdomys pumilio) – gatunek gryzonia z rodziny myszowatych, występujący w Afryce Południowej.

## Systematyka
Gatunek został opisany naukowo w 1784 roku przez A. Sparrmana jako Mus pumilio; była także zaliczana do rodzaju kusu (Arvicanthis). Miejsce typowe znajduje się w Prowincji Przylądkowej Zachodniej w Południowej Afryce, na wschód od Knysny, w lesie Tsitsikamma. Systematyka trawomyszek wymaga rewizji, podejrzewa się, że jest to kompleks nawet pięciu gatunków. Trawomyszka zuluska (Rhabdomys dilectus) jest traktowana przez część autorów jako synonim trawomyszki namibskiej; gryzonie klasyfikowane jako R. pumilio preferują suchsze tereny, niż te zaliczane do R. dilectus.

## Występowanie
Trawomyszka namibska występuje na suchych sawannach od zachodniej RPA, poprzez Namibię, środkową i południową Botswanę, do południowej Angoli. Jeżeli trawomyszka zuluska jest synonimem trawomyszki namibskiej, to zasięg tego gatunku jest znacznie większy, obejmuje całą RPA, wschodnie Zimbabwe, środkowo-zachodni Mozambik, Malawi, północno-wschodnią Zambię i wyżyny Tanzanii, Kenii, wschodniej Ugandy i południowo-wschodniej Demokratycznej Republiki Konga. Żyje na wysokościach do 2300 m n.p.m.
Gatunek ten występuje na różnorodnych terenach trawiastych, w buszu i lasach. W Afryce Południowej zajmuje różne siedliska, ale w Afryce Wschodniej jego zasięg jest ograniczony do odosobnionych wyżyn. Występuje na terenach rolniczych i pojawia się w domach, bywa uznawany za szkodnika.

## Wygląd
Jest to mała mysz, osiąga długość od 99 do 124 mm (średnio 109 mm), z ogonem o długości od 71 do 101 mm (średnio 86 mm). Masa ciała to od 41 do 53 g (średnio 43,1 g). Cechą charakterystyczną są dwa białawe lub kremowe paski na grzbiecie, obrzeżone przez czarne lub brązowe paski (łącznie cztery). W odróżnieniu od podobnych pręgomyszy (Lemniscomys) trawomyszki nie mają czarnego paska pośrodku grzbietu. Sierść grzbietu jest szorstka, poza pasami żółtobrązowa do cętkowanej płowej – występuje zróżnicowanie geograficzne. Głowa ma podobny kolor co grzbiet, z ciemnym podłużnym paskiem pomiędzy oczami i uszami. Uszy pokrywają krótkie rude lub rudobrązowe włosy. Spód ciała i nogi są bledsze niż wierzch. Ogon jest rzadko owłosiony, czarny od góry i żółtawobrązowy lub szary od spodu.

## Tryb życia
Trawomyszka namibska w Południowej Afryce rozmnaża się latem, w okresie dostępności pokarmu po opadach. Zimą uboga w białka dieta, niskie opady i chłód nie sprzyjają rozmnażaniu. Na Karru, gdzie zimą występują opady, rozmnaża się przez trzy miesiące wiosny, ale w suchym lecie już nie. Ciąża trwa średnio 25 dni. Przy małej dostępności pokarmu rodzą się tylko dwa młode. Młode otwierają oczy po 7–8 dniach i są odstawiane od piersi 16 dnia życia. Po około dwóch miesiącach osiągają dojrzałość płciową.
Umieralność trawomyszek namibskich na nizinach to około 93% w ciągu roku; na Karru jest to 80%, najwięcej gryzoni ginie w zimie następującej po suchym lecie. Są one pożywieniem wielu drapieżników, w tym kilku gatunków węży i sów, serwali, szakali i żenet. W południowoafrykańskiej prowincji KwaZulu-Natal i w Mozambiku jedzą je również ludzie. Na trawomyszkach pasożytują roztocze (w tym 11 gatunków kleszczy), 41 gatunków pcheł, 9 gatunków tasiemców i 6 gatunków obleńców.

## Populacja
Trawomyszka namibska ma bardzo szeroki zasięg występowania, jest bardzo liczna, występuje w wielu obszarach chronionych. Nie są znane zagrożenia dla tego gatunku. Liczebność i struktura wiekowa zmienia się w ciągu roku, ale populacje są generalnie stabilne. Trawomyszka namibska jest uznawana za gatunek najmniejszej troski, chociaż jeśli dojdzie do podziału tego taksonu na osobne gatunki, nie wszystkie z nich mogą kwalifikować się do najniższej kategorii zagrożenia, szczególnie populacje zamieszkujące odizolowane góry.